# Sirko Salka
Sirko Salka (* 7. April 1976 in Dresden) ist ein deutscher Journalist und Autor, der unter anderem als Chefredakteur von Berlins Stadtmagazin Siegessäule und später in dem Medienunternehmen SV Media in leitender Position tätig war.

Sirko Salka (2024)

## Leben
Sirko Salka wuchs in Dresden auf. Er studierte Publizistik und Politikwissenschaften an der Freien Universität Berlin. Bereits vor seinem Studium begann Salka 1997 seine journalistische Karriere beim Dresdner Kulturmagazin. Er organisierte erste Veranstaltungen und trat als Moderator unter anderem beim Christopher Street Day 1997 in Dresden auf. Später moderierte er aktuelle Diskussionsrunden, Lesungen und TV-Kochshows.
Von 2006 bis 2008 war er Redakteur des von Bruno Gmünder herausgegebenen schwulen Lifestylemagazins Männer. Als Chefredakteur des Berliner Stadtmagazins Siegessäule (2008–2013) setzte er sich mit schwul-lesbischen Themen auseinander und öffnete das Magazin publizistisch weiter für eine queere sowie interessierte heterosexuelle Leserschaft.
Salka schrieb für die Berliner Woche, die Junge Welt und taz.
Von 2014 bis 2022 war Salka in der Nordkurier Mediengruppe tätig, wo er in leitenden Positionen für die Tageszeitung Nordkurier und deren Magazine arbeitete. Ab 2020 war er Redaktionsleiter bei Nordkurier Digital; ab 2023 bei Labhard Medien (SV Gruppe), dort war er redaktionell für touristischen Titel wie das Usedom Magazin oder das Mecklenburg-Vorpommern-Magazin verantwortlich.
Sirko Salka hat Persönlichkeiten wie Désirée Nick, Nina Hagen, Carolin Kebekus und Rosa von Praunheim interviewt. Die wohl bedeutendste Interview-Aktion während seiner Chefredaktion beim Jackwerth Verlag waren die „Siegessäule-Duelle aus dem Bundestag“ (2012). Dabei traf Jens Spahn (CDU) auf Johannes Kahrs (SPD) im Interview oder auch  Barbara Hendricks (SPD) auf  Barbara Höll (Linke).

## Werke
Salka hat Texte in Anthologien bei Bruno Gmünder, im Konkursbuch- und im Querverlag veröffentlicht. 2013 erschien sein erstes Buch, Banal Sex, das die Komplexität schwuler Sexualität und gesellschaftliche Normen beleuchtet. Zudem schrieb er zwei Kinderbücher: Zwei Schwanenkinder und ihre Abenteuer in Prenzlau und Weltsensation in Neubrandenburg: Sofia und Jonas fliegen durch die Zeit, in dem Kinder durch die Geschichte Neubrandenburgs reisen.

## Auszeichnungen
- Medienpreis der Deutschen Aids-Stiftung 2014 für Das Ende der Angst (Tageszeitung taz) (unter Pseudonym verfasst)[18]
- Journalistenpreis Nordkurier Mediengruppe 2017 (Konzeption Ratgeber-Magazin)